# Radnost
Radnost stroja je pojam koji govori na koliko strana klipa se odvija proces. Po tom principu ih dijelimo na:
jednoradne strojeve
dvoradne strojeve.
Jednoradni strojevi, kakva je većina današnjih strojeva i motora su strojevi kod kojih se radni proces odvija samo s jedne strane klipa. Neke izvedbe koje teže većoj snazi stroja za isti volumen cilindra imaju razvijen dvoradni sustav, tako da se radni proces odvija s obje strane klipa. Takve izvedbe se nazivaju dvoradni strojevi. Najbolji primjer dvoradnih strojeva je bila većina parnih stapnih strojeva, kod kojih je para ulazila na obje strane klipa, tako da je svako gibanje klipa u cilindru za jednu stranu bila ekspanzija.
Detaljniji opis jednoradnog i dvoradnog principa je pružen na primjeru stapnih sisaljki, strojeva koje danas često susrećemo u obje izvedbe.